# حليمة جودان
حليمة محمد يوسف، المعروفة باسم حليمة جودان ("المنحدرة") (بالإنجليزية: Halima Mohamed Yusuf، Halima Godane )‏ (من مواليد عام 1935- والمُتوفاة في عام 1994) هي شاعرة وناشطة صومالية (الصومال).
وُلدت جودان في كيسمايو وتزوجت في سن التاسعة من بولاقاس علي سيليبان. وانتقلت إلى مقديشو في الأربعينيات من القرن الماضي، وانضمت إلى رابطة الشباب الصومالية. في أوائل الخمسينات، انتُخبت كعضوة في لجنة المرأة في الحزب. وفي مناسبات وطنية، كانت تُلقي شعر البورانبور، وتسلّط الحشود في الاجتماعات الحزبية العادية أيضًا. قرّرت حليمة في الثاني عشر من أكتوبر عام 1954 نشر عملها الأول، والذي أصبح فيما بعد أشهر أعمالها، قصيدة لعلم الصومال. وفي عام 1958 كانت من بين الذين دعموا الحاج محمد حسين في رغبته في تشكيل رابطة الصومال الكبرى. في نفس العام تم انتخابها لمجلس مدينة مقديشو. وفي عام 1967، غيرت انتمائها الحزبي مرةً أُخرى إلى الحزب الاشتراكي العمالي ثم حصلت في عام 1974 على مكافأة تقاعدية شهرية مدى الحياة من مقديشو والتي أجازها إياهامحمد سياد بري. ظلت حليمة متمسكة بمعتقداتها الاشتراكية ورغبتها في رؤية الصومال الموحد حتى وفاتها.